# Léon Jongen
Léon Jongen (* 2. März 1884 in Lüttich; † 18. November 1969 in Brüssel) war ein belgischer Komponist, Pianist und Dirigent.

## Leben und Wirken
Jongen studierte Musik am Lütticher Konservatorium. 1913 erhielt er für seine Kantate Les fiancés de Noël den „Premier Grand Prix de Rome“ von Belgien. 1898 übernahm er von seinem Bruder Joseph Jongen die Stelle des Organisten an der Kathedrale St. Jacques in Lüttich. Nach dem Ersten Weltkrieg unternahm er ausgedehnte Reisen, die ihn nach Nordafrika und durch mehrere fernöstliche Länder führten. So wurde er 1927 der erste Dirigent der französischen Oper in Hanoi.
1934 kehrte er nach Belgien zurück und war von 1939 bis 1949 Direktor des Brüsseler Konservatoriums. 1945 wurde er in die Königliche Akademie der Künste gewählt. Nach seiner Pensionierung war er von 1956 bis 1969 Rektor der Chapelle musicale Reine Elisabeth, einem Eliteinternat für hochbegabte Musiker. 
1924 wurde seine Oper Thomas l’Agnelet im Monnaie-Theater uraufgeführt. Sein Violinkonzert war 1963 das Pflichtwerk im Internationalen Königin-Elisabeth-Wettbewerb (Concours Reine Elisabeth).

## Werke (Auswahl)
- Geneviève de Brabant – für Soli, Männerchor und Orchester (1907)
- Étude symphonique pour servir de prélude à l'Œdipe Roi (1908)
- Les fiancés de Noël – für Soli, Chor und Orchester (1913)
- Le rêve d’une nuit de Noël – für Männer- und Kinderchor und Orchester (1917)
- Thomas l’Agnelet, gentilhomme de fortune – für Soli, Chor und Orchester (1922)
- Malaisie – für Orchester (1935)
- Vénézuéla – für Kammerorchester (1936)
- Trilogie de psaumes – für vierstimmigen Chor, Orchester und  Orgel (1937)
- Trio – für Oboe, Klarinette und Fagott (1937)
- Rapsodia Belgica – für Violine und Orchester (1948)
- Le masque de la mort rouge – für Orchester (1956)
- Violinkonzert (1963)

| Personendaten    | Personendaten                     |
| ---------------- | --------------------------------- |
| NAME             | Jongen, Léon                      |
| KURZBESCHREIBUNG | belgischer Komponist und Dirigent |
| GEBURTSDATUM     | 2. März 1884                      |
| GEBURTSORT       | Lüttich                           |
| STERBEDATUM      | 18. November 1969                 |
| STERBEORT        | Brüssel                           |